# Elisabeth von Janota-Bzowski
Elisabeth von Janota-Bzowski   (Praga, 21 de novembre de 1912 - Marl, 15 d'agost de 2012) va ser una artista gràfica alemanya coneguda pels seus segells postals i dissenys de revistes. Nascuda a Kiel, província de Schleswig-Holstein, el 1912, Von Janota-Bzowski va vendre el seu primer art quan era adolescent.
Va començar a dissenyar segells més tard en la seva carrera. Von Janota-Bzowski va dissenyar més de trenta segells per al Deutsche Post durant la seva carrera. Ella va comentar: Eine Briefmarke ist ein Mini-Plakat, und ein Plakat ist ein Telegramm, que es tradueix aproximadament com: Un segell és un mini-pòster i un cartell és un telegrama.
Va morir a Marl, Rin del Nord-Westfàlia, Alemanya, el 15 d'agost de 2012, a l'edat de 99 anys